# Bąków Górny (gromada)
Bąków Górny – dawna gromada, czyli najmniejsza jednostka podziału terytorialnego Polskiej Rzeczypospolitej Ludowej w latach 1954–1972.
Gromady, z gromadzkimi radami narodowymi (GRN) jako organami władzy najniższego stopnia na wsi, funkcjonowały od reformy reorganizującej administrację wiejską przeprowadzonej jesienią 1954 do momentu ich zniesienia z dniem 1 stycznia 1973, tym samym wypierając organizację gminną w latach 1954-1972.
Gromadę Bąków Górny siedzibą GRN w Bąkowie Górnym utworzono w powiecie łowickim w woj. łódzkim, na mocy uchwały nr 33/54 WRN w Łodzi z dnia 4 października 1954. W skład jednostki weszły obszary dotychczasowych gromad Bąków Górny, Bąków Dolny, Bąków Poduchowny, Bogoria Dolna, Bogoria Górna, Bogoria Pofolwarczna i Rząśno ze zniesionej gminy Zduny w tymże powiecie. Dla gromady ustalono 20 członków gromadzkiej rady narodowej.
31 grudnia 1959 do gromady Bąków Górny przyłączono wieś i parcelę Wiskienica i osadę Jaros-Wiskienica ze zniesionej gromady Łaźniki.
Gromada przetrwała do końca 1972 roku, czyli do kolejnej reformy gminnej.